# ツァスタバ M77
ツァスタバ M77はユーゴスラビアのツァスタバ・アームズによって開発された7.62×51mm弾を使用するM70(AK)をベースとする軽機関銃。

## 構成
M77はM70の軽機関銃使用であるM72の使用弾薬変更モデルにあたる。M70と同様の木製固定銃床と黒色プラスチック製グリップを備えている。レシーバーはM70と特に変更はないが、ハンドガードはM72と同様に2つ穴の肉厚木製ハンドガードが取り付けられている。
銃身にはハンドガード前端からガスブロックまでの間に放熱リブが設けてありこれは放熱を促進し連続射撃可能時間を延長する働きがある。スリングスイベルは位置はレシーバー左側後端とM72と同様だが取り付け方法が異なっており直接取り付けるのではなく円形のパーツを介して取り付けてある。フロントサイト手前にはM72同様の展開式の二脚が存在する。またM72にはなかったキャリングハンドルがフロントトラニオン右側面あたりに取り付けてある。
レシーバー左側面にサイドレールを備えているモデルも存在し、対応した照準器やマウントが取り付け可能。マガジンは独自に開発した金属製の20連ストレートマガジンを使用する。
M77には銃剣とその鞘、空砲用アダプター、清掃器具、クリーニングロッド、整備用オイル、スリング、4つのマガジンが付属する。

## 派生型

### M77B1

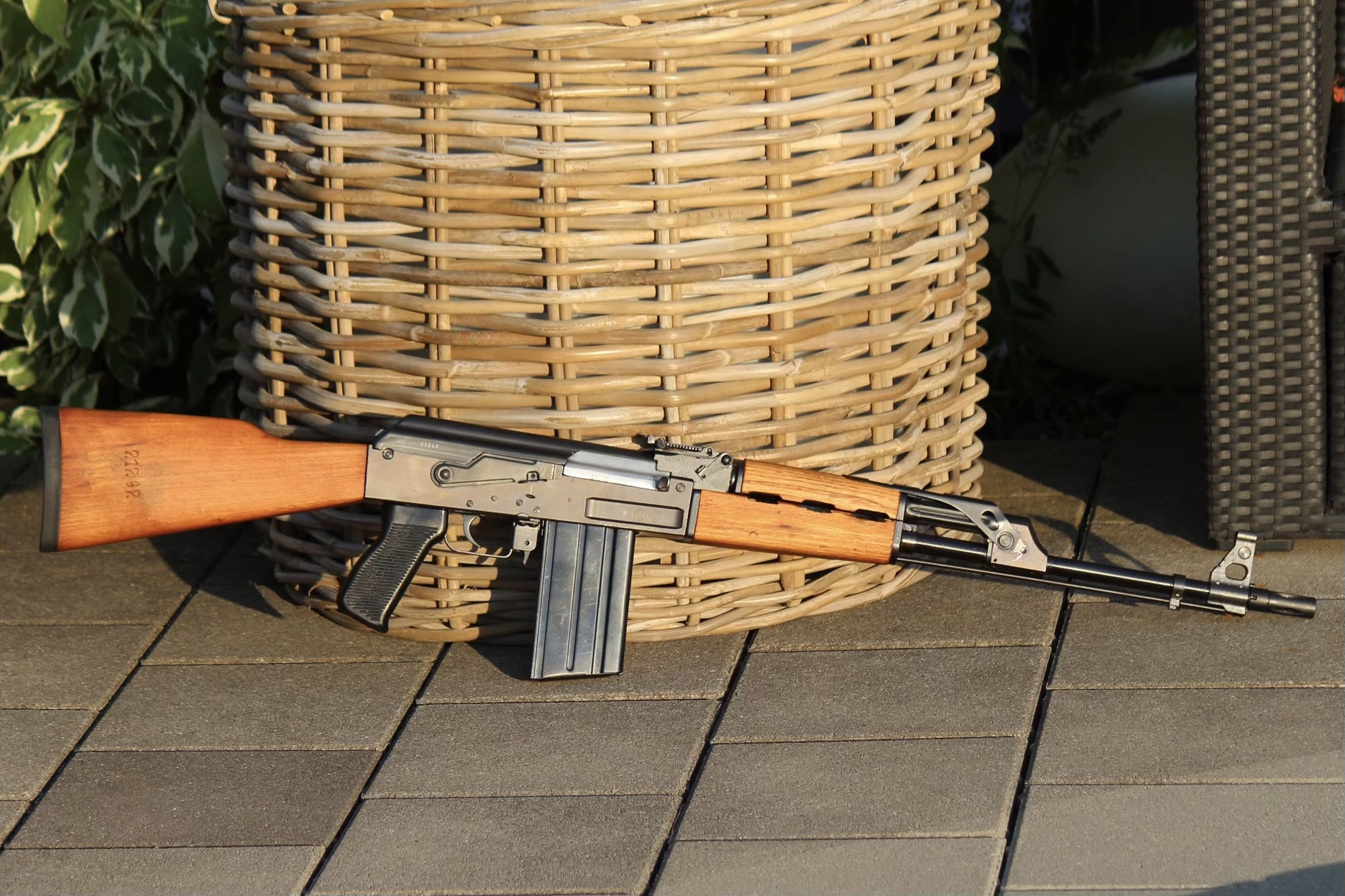
M77B1

M77の自動小銃(バトルライフル)仕様。銃身長は変更されてないが自動小銃仕様のためガスチューブの長さが変更されており放熱リブは削除されており、ハンドガードもM70と同様の3つ穴木製ハンドガードに変更されている。
レシーバーは切削加工製造とプレス加工製造の2種類があり、ライフルグレネードの投射用の照準器を兼ねるガス遮断機のあり・なしの2種類の仕様もある。

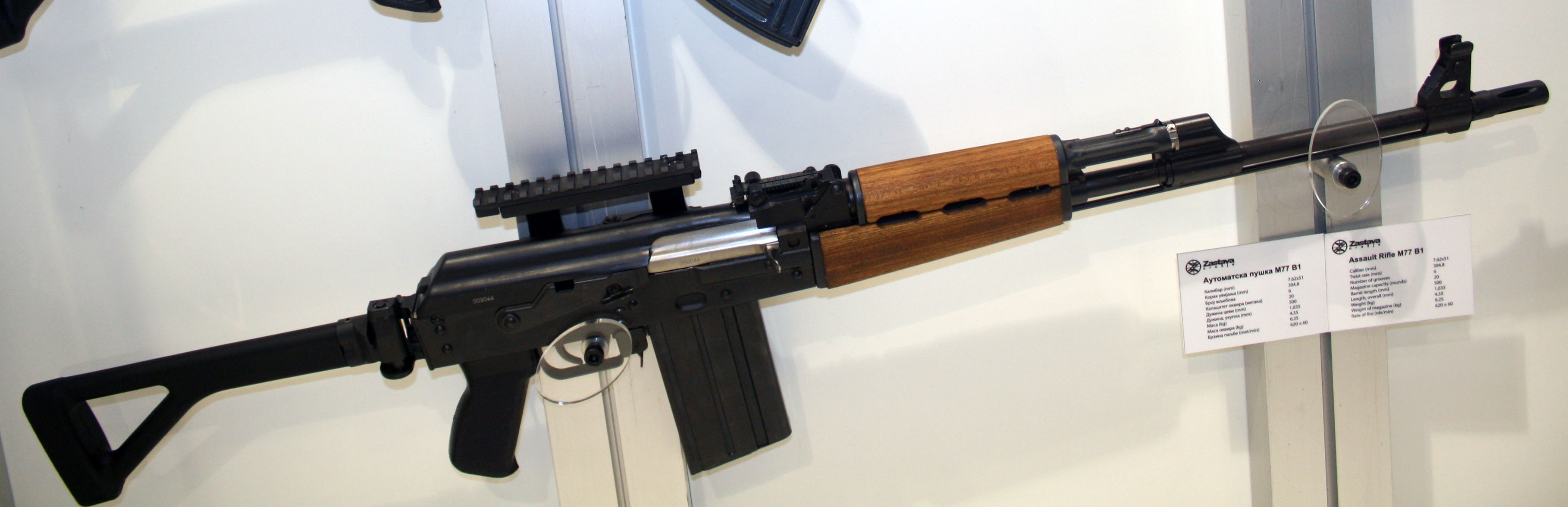
M05N1タイプの銃床を取り付けたM77B1。

### M77AB1
M77B1の折りたたみ式銃床仕様。M70AB2同様のアンダーフォールディング銃床を取り付けている。

### M05N1
M77B1の近代化モデル。上下ピカティニーレールを備えたハンドガードに変更されており、レシーバーカバー上部にもピカティニーレールが追加されている。グリップは形状が変更されており、銃床は右側に折りたためるプラスチック製のものに変更されている。

### PAP M77
ツァスタバアームズUSAが製造するM77B1のセミオートのみアメリカ民間向け仕様。ハンドガードとグリップを灰色ポリマーで構成し、レシーバー左側面にはサイドレールが追加されており対応する照準器が取り付け可能。銃口にはAKM同様の竹槍型マズルブレーキが装着されており、銃床は木製固定銃床ではなくポリマー製の上下調整可能チークパッドを備えた伸縮調整可能銃床を備えている。
銃床、グリップ、ハンドガードは木製のものに変更が可能で通常、ダークメープル、ライトメープル、レッド、ウォールナットの5種類が存在する。また上部ハンドガードは金属製のもの存在し取り付けが可能。

### PAP M77PS
PAP M77の銃床を銃床グリップ一体型のサムホール銃床に変更したモデル。